# Mesa del Castillo
Mesa del Castillo är en ort i Mexiko.   Den ligger i kommunen Cadereyta de Montes och delstaten Querétaro Arteaga, i den centrala delen av landet, 170 km norr om huvudstaden Mexico City. Mesa del Castillo ligger 2 576 meter över havet och antalet invånare är 154.
Terrängen runt Mesa del Castillo är kuperad åt sydväst, men åt nordost är den bergig. Runt Mesa del Castillo är det ganska glesbefolkat, med 38 invånare per kvadratkilometer. Närmaste större samhälle är San Javier, 17,8 km sydväst om Mesa del Castillo. I omgivningarna runt Mesa del Castillo växer i huvudsak blandskog.